# Мињано (Виченца)
Мињано је насеље у Италији у округу Виченца, региону Венето.
Према процени из 2011. у насељу је живело 81 становника. Насеље се налази на надморској висини од 139 м.